# Белла-Віста (Арканзас)
Белла-Віста (англ. Bella Vista) — місто (англ. city) в США, в окрузі Бентон штату Арканзас. Населення — 30 104 особи (2020).

## Географія
Белла-Віста розташована на висоті 315 метрів над рівнем моря за координатами 36°28′9″ пн. ш. 94°16′7″ зх. д. / 36.46917° пн. ш. 94.26861° зх. д. (36.469142, -94.268742). За даними Бюро перепису населення США в 2010 році місто мало площу 118,87 км², з яких 114,64 км² — суходіл та 4,23 км² — водойми.

## Демографія
Згідно з переписом 2010 року, у місті мешкала 26 461 особа в 11 729 домогосподарствах у складі 8511 родини. Густота населення становила 223 особи/км². Було 13241 помешкання (111/км²).
Расовий склад населення:
| - 95,9 % — білих - 1,0 % — корінних американців - 0,7 % — чорних або афроамериканців - 0,5 % — азіатів - 0,1 % — вихідців з тихоокеанських островів |

До двох чи більше рас належало 1,3 %. Іспаномовні складали 2,6 % від усіх жителів.
За віковим діапазоном населення розподілялося таким чином: 17,9 % — особи молодші 18 років, 50,6 % — особи у віці 18—64 років, 31,5 % — особи у віці 65 років та старші. Медіана віку мешканця становила 50,8 року. На 100 осіб жіночої статі у місті припадало 92,4 чоловіків; на 100 жінок у віці від 18 років та старших — 90,8 чоловіків також старших 18 років.
Середній дохід на одне домашнє господарство становив 74 829 доларів США (медіана — 61 290), а середній дохід на одну сім'ю — 83 194 долари (медіана — 69 707). Медіана доходів становила 52 246 доларів для чоловіків та 39 472 долари для жінок. За межею бідності перебувало 4,8 % осіб, у тому числі 4,7 % дітей у віці до 18 років та 2,7 % осіб у віці 65 років та старших.
Цивільне працевлаштоване населення становило 11 193 особи. Основні галузі зайнятості: роздрібна торгівля — 26,7 %, освіта, охорона здоров'я та соціальна допомога — 21,7 %, науковці, спеціалісти, менеджери — 10,9 %, виробництво — 9,3 %.

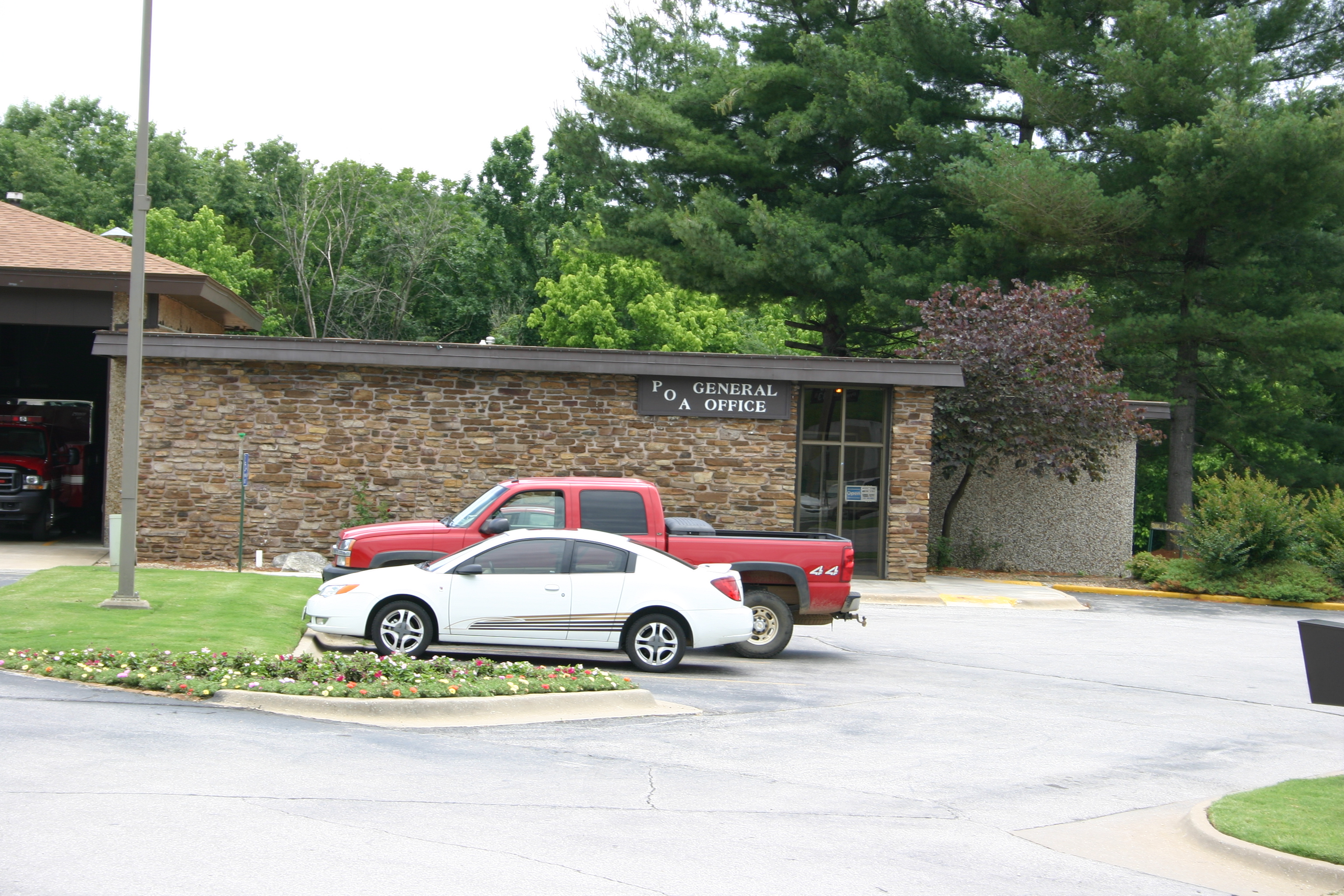
Будівля Асоціації приватних власників у центрі міста

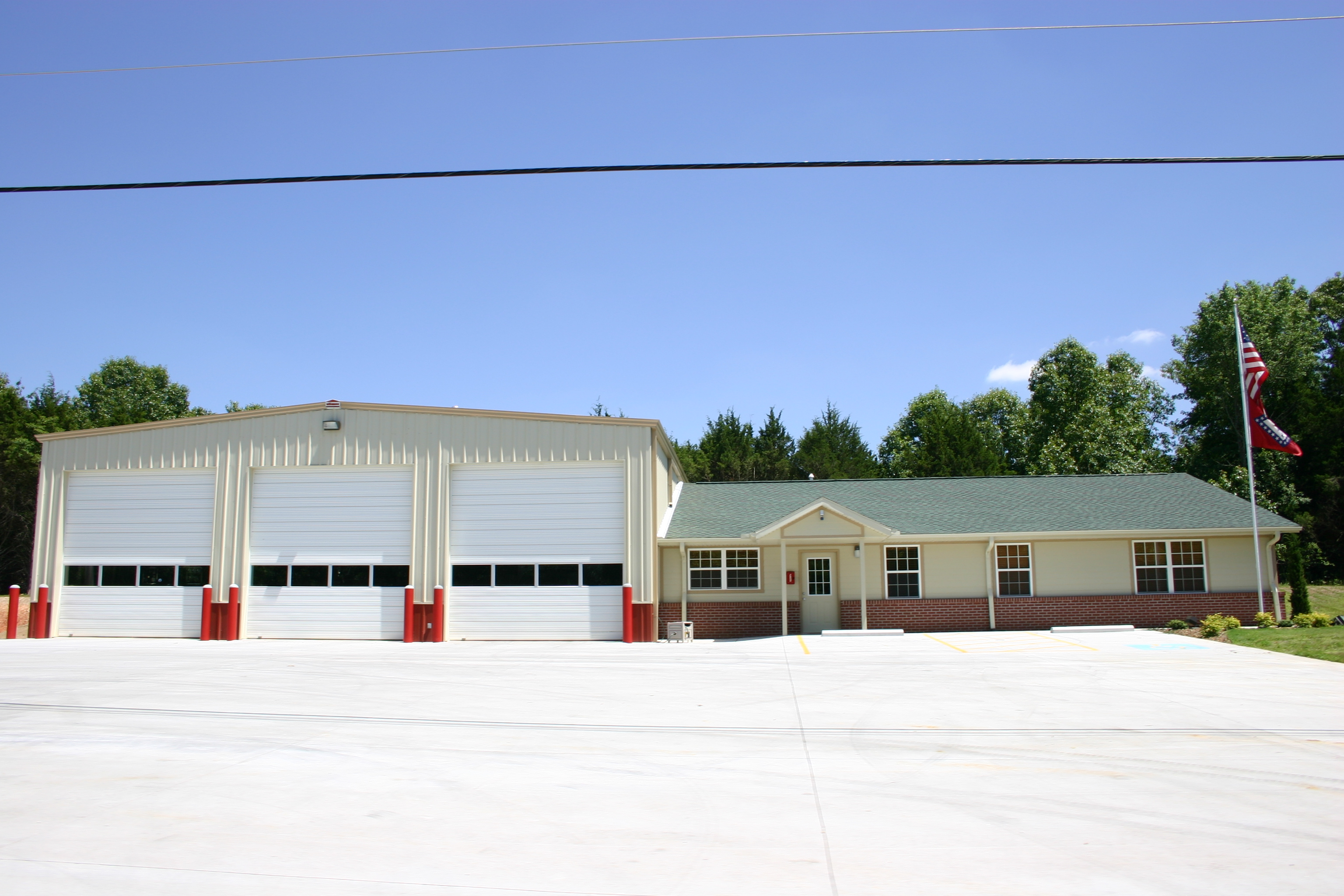
Будівля пожежної станції на Трафальгар-Роуд

За даними перепису населення 2008 в місті проживало 25 219 осіб, 6004 родини, налічувалося 7818 домашніх господарств і 8854 житлових будинки. Середня густота населення становила близько 96,4 осіб на один квадратний кілометр. Расовий склад міста за даними перепису розподілився таким чином: 97,87 % — білих, 0,18 % — чорних або афроамериканців, 0,69 % — корінних американців, 0,18 % — азіатів, 0,18 % — вихідців с тихоокеанських островів, 0,78 % — представників змішаних рас.
Іспаномовні склали 1,01 % від усіх жителів міста.
З 7818 домашніх господарств в 13,5 % — виховували дітей віком до 18 років, представляли собою подружні пари, які спільно проживають, в 3,2 % сімей жінки проживали без чоловіків, 23,2 % не мали сімей. 20,5 % від загального числа сімей на момент перепису жили самостійно, при цьому 13,3 % склали самотні літні люди у віці 65 років та старше. Середній розмір домашнього господарства склав 2,10 особи, а середній розмір родини — 2,38 особи.
Населення міста за віковим діапазоном за даними перепису 2000 року розподілилося таким чином: 12,3 % — жителі молодше 18 років, 3,0 % — між 18 і 24 роками, 16,4 % — від 25 до 44 років, 26,3 % — від 45 до 64 років і 41,9 % — у віці 65 років та старше. Середній вік мешканця склав 61 рік. На кожні 100 жінок в Белла-Вісті припадало 92,5 чоловіків, у віці від 18 років та старше — 90,9 чоловіків також старше 18 років.
Середній дохід на одне домашнє господарство в місті склав 44 090 доларів США, а середній дохід на одну сім'ю — 48 233 долара. При цьому чоловіки мали середній дохід в 34 547 доларів США в рік проти 24 690 доларів середньорічного доходу у жінок. Дохід на душу населення в місті склав 25 406 доларів на рік. 1,5 % від усього числа сімей в окрузі і 2,5 % від усієї чисельності населення перебувало на момент перепису населення за межею бідності, при цьому 3,5 % з них були молодші 18 років і 1,0 % — у віці 65 років та старше.

## Галерея

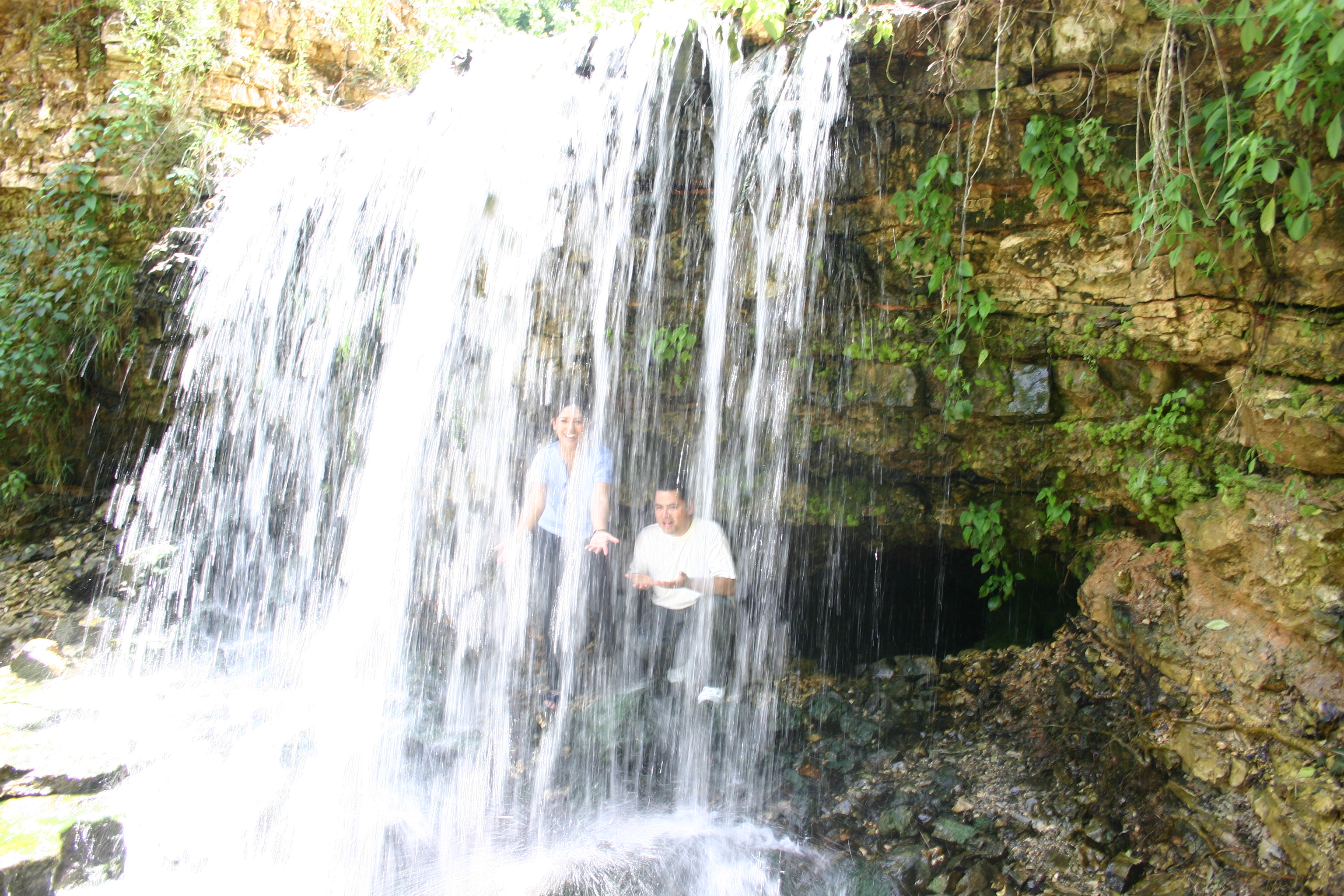
Невеликий водоспад «Таньярд-Крик» з озера Уіндсор (Белла-Віста, Арканзас)
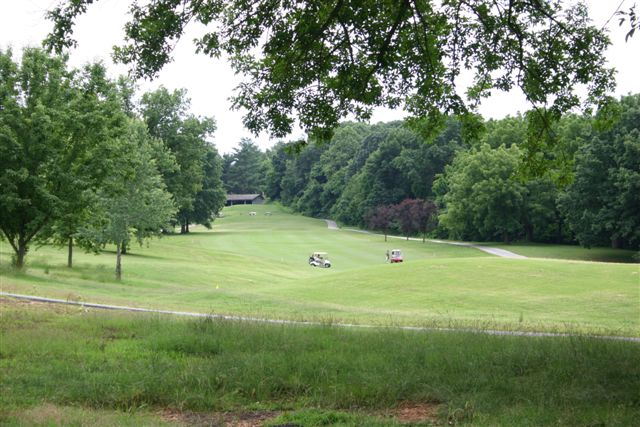
Поле для гольфу
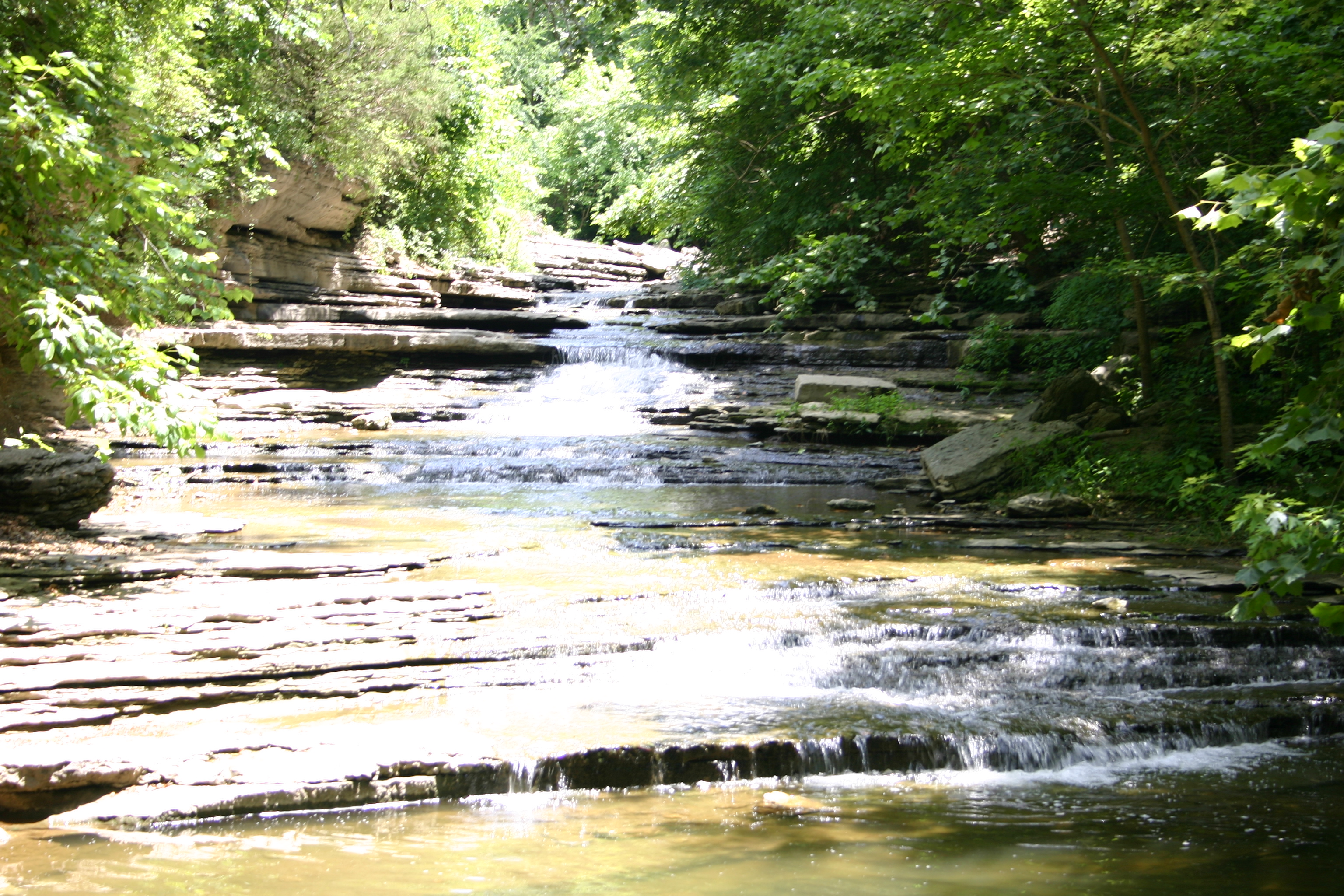
Таньярд-Крік
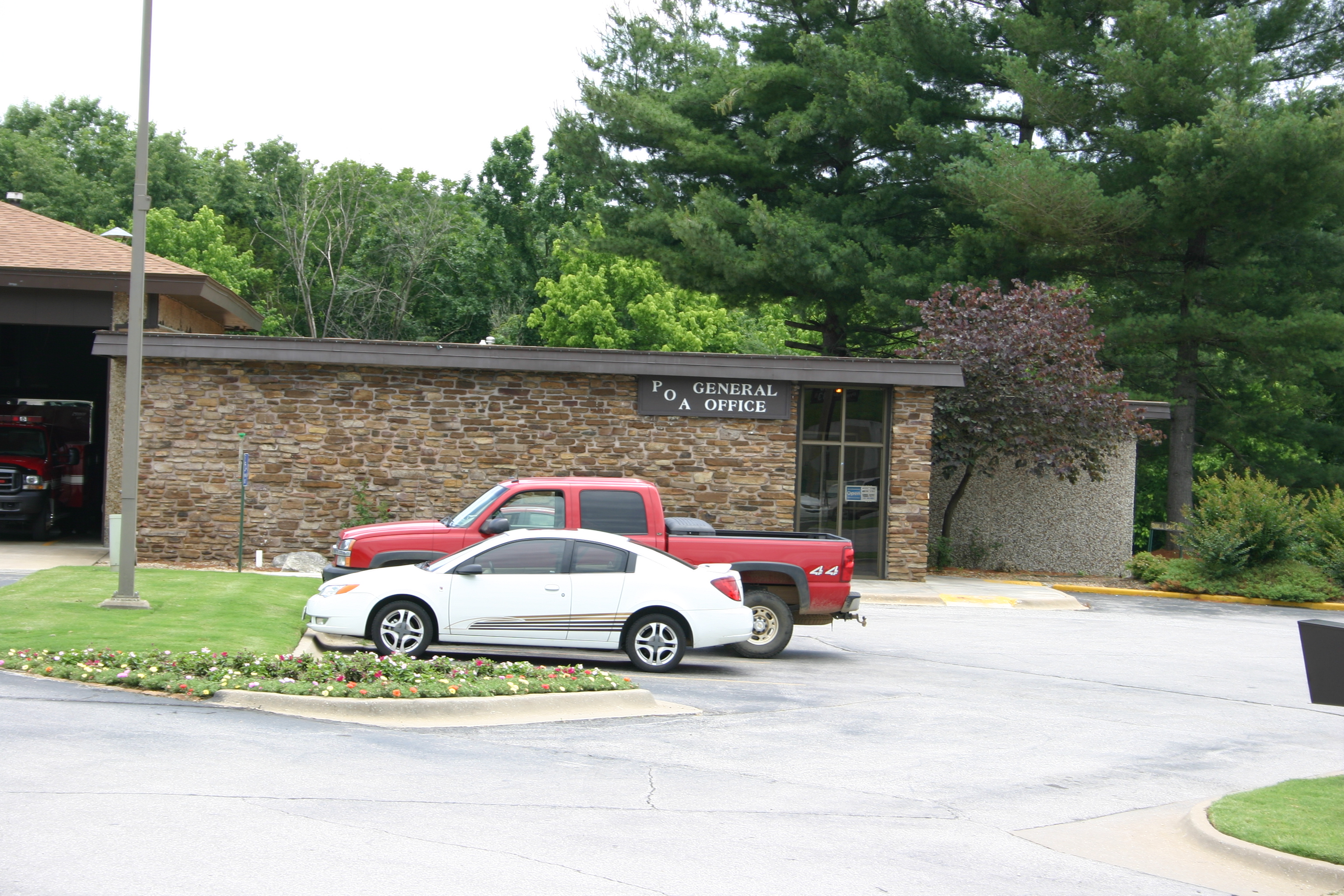
Будівля Асоціації приватних власників у центрі міста
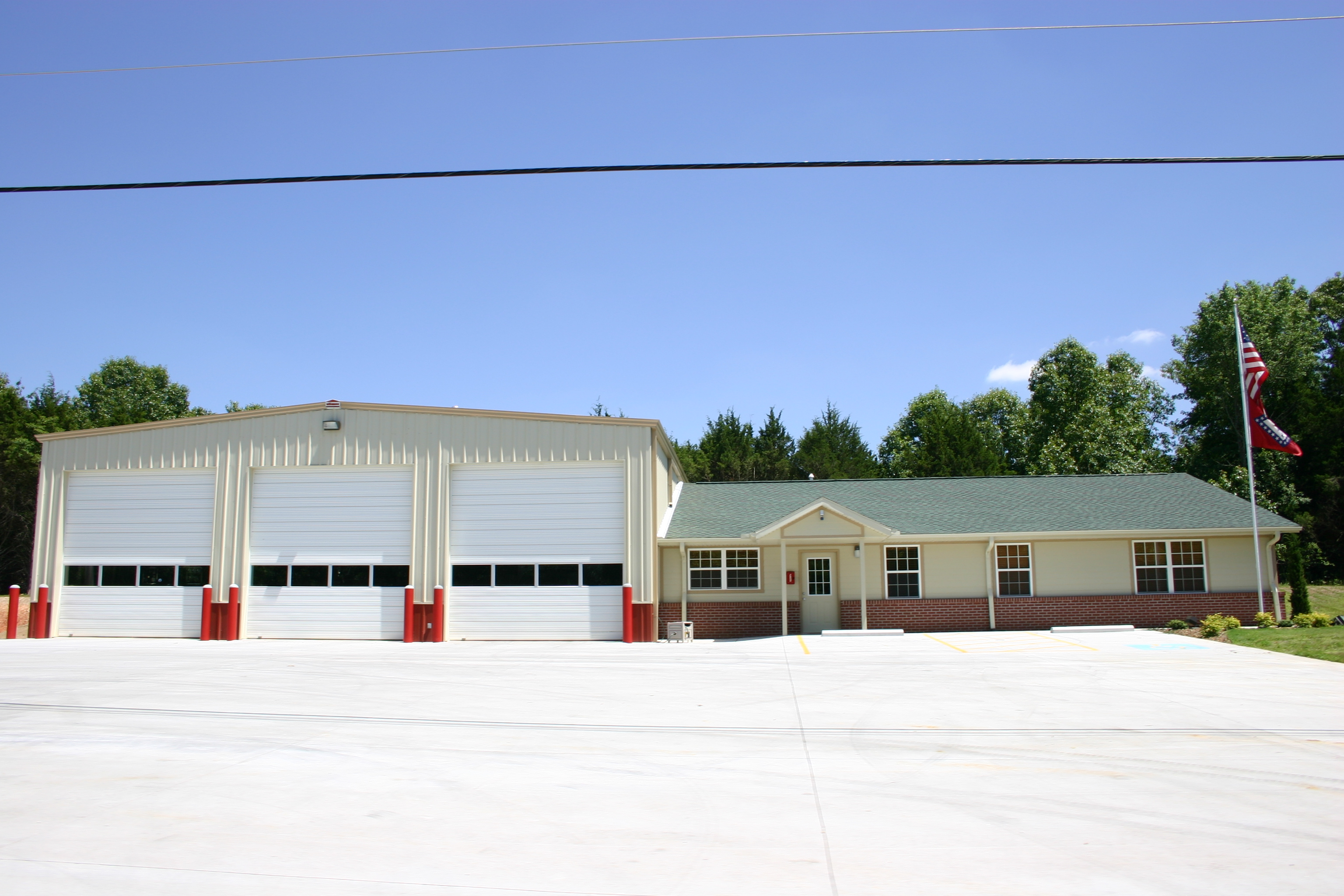
Будівля пожежної станції на Трафальгар-Роуд